# غواصة يو سي-55
غواصة يو سي-55 هي غواصة ألمانية من فئة يو سي 2 لزرع الألغام البحرية خدمت في البحرية الإمبراطورية الألمانية خلال الحرب العالمية الأولى.